# Trstená na Ostrove
Trstená na Ostrove (węg. Csallóköznádasd) – wieś (obec) na Słowacji, w kraju trnawskim, w powiecie Dunajská Streda. Miejscowość położona jest na Nizinie Naddunajskiej.